# Herritslev Sogn
Herritslev Sogn er et sogn i Lolland Østre Provsti (Lolland-Falsters Stift).
I 1800-tallet var Herritslev Sogn fra Musse Herred i Maribo Amt anneks til Nysted Sogn, der lå i Nysted Købstad og kun geografisk hørte til herredet. Herritslev sognekommune blev ved kommunalreformen i 1970 indlemmet i Nysted Kommune, der ved strukturreformen i 2007 indgik i Guldborgsund Kommune.
I Herritslev Sogn ligger Herritslev Kirke.
I sognet findes følgende autoriserede stednavne:
- Brydebjerg (bebyggelse)
- Herritslev (bebyggelse, ejerlav)
- Kallehave (bebyggelse)
- Lindholm (areal)
- Skårup (bebyggelse, ejerlav)
- Stubberup (bebyggelse, ejerlav)